# جیندی
جیندی (به لاتین: Jindi) یک منطقه مسکونی در جمهوری آذربایجان است که در شهرستان لریک واقع شده است. جیندی ۲۷۸ نفر جمعیت دارد.

## ریشه واژه
جین در زبان تالشی به‌معنی پایین و دی همان ده یا روستا در زبان فارسی است و معنای کامل آن روستای پایینی است.